# Zur Schmerzhaften Muttergottes (Illerbachen)

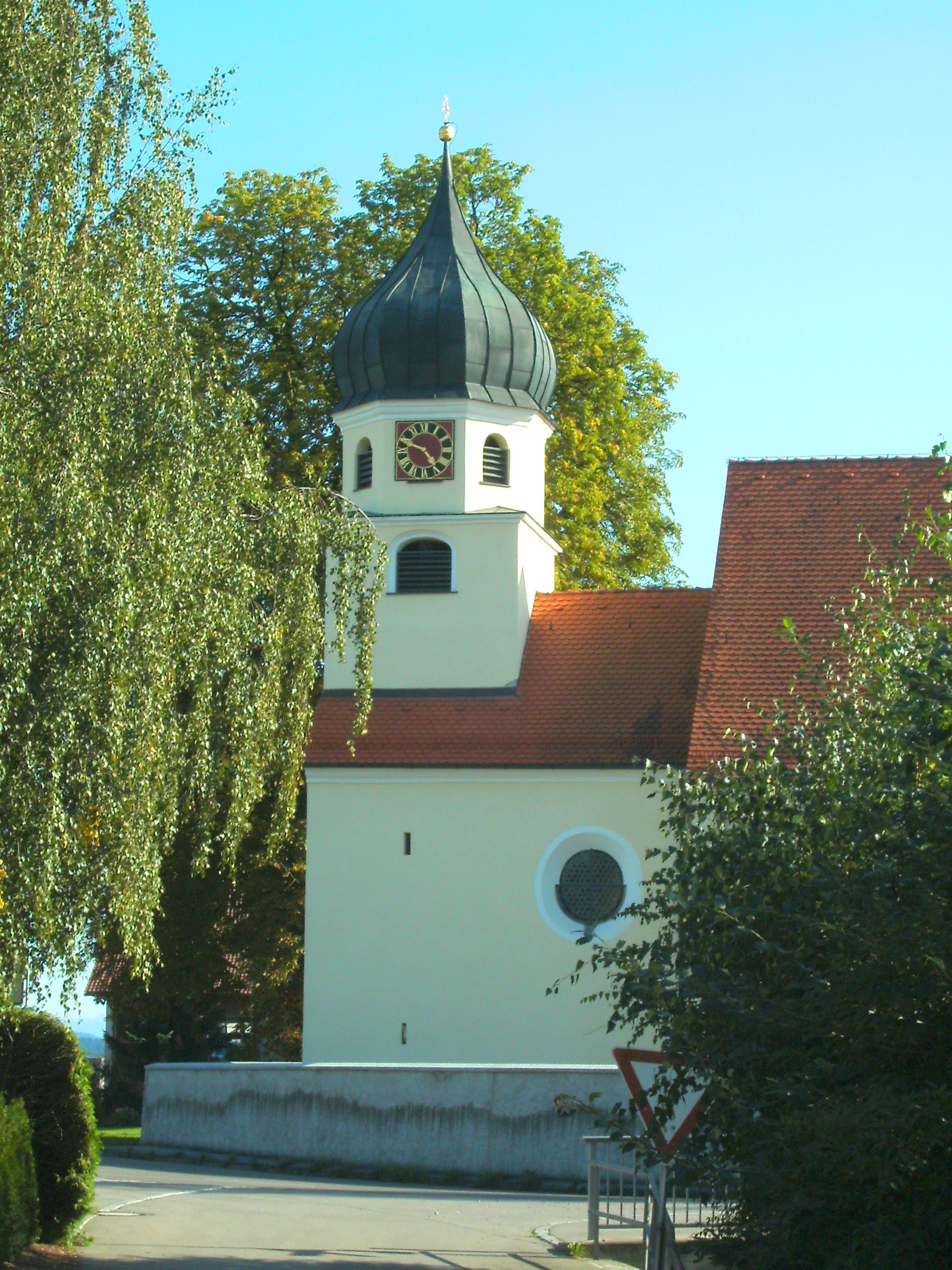
Filialkirche Zur Schmerzhaften Muttergottes Illerbachen

Die Kirche Zur Schmerzhaften Muttergottes ist die 1707/08 erbaute römisch-katholische Kirche in Illerbachen, einem Teilort von Berkheim. Sie ist eine Filialkirche der Seelsorgeeinheit Rot-Iller im Landkreis Biberach in Oberschwaben.

## Geschichte und Lage

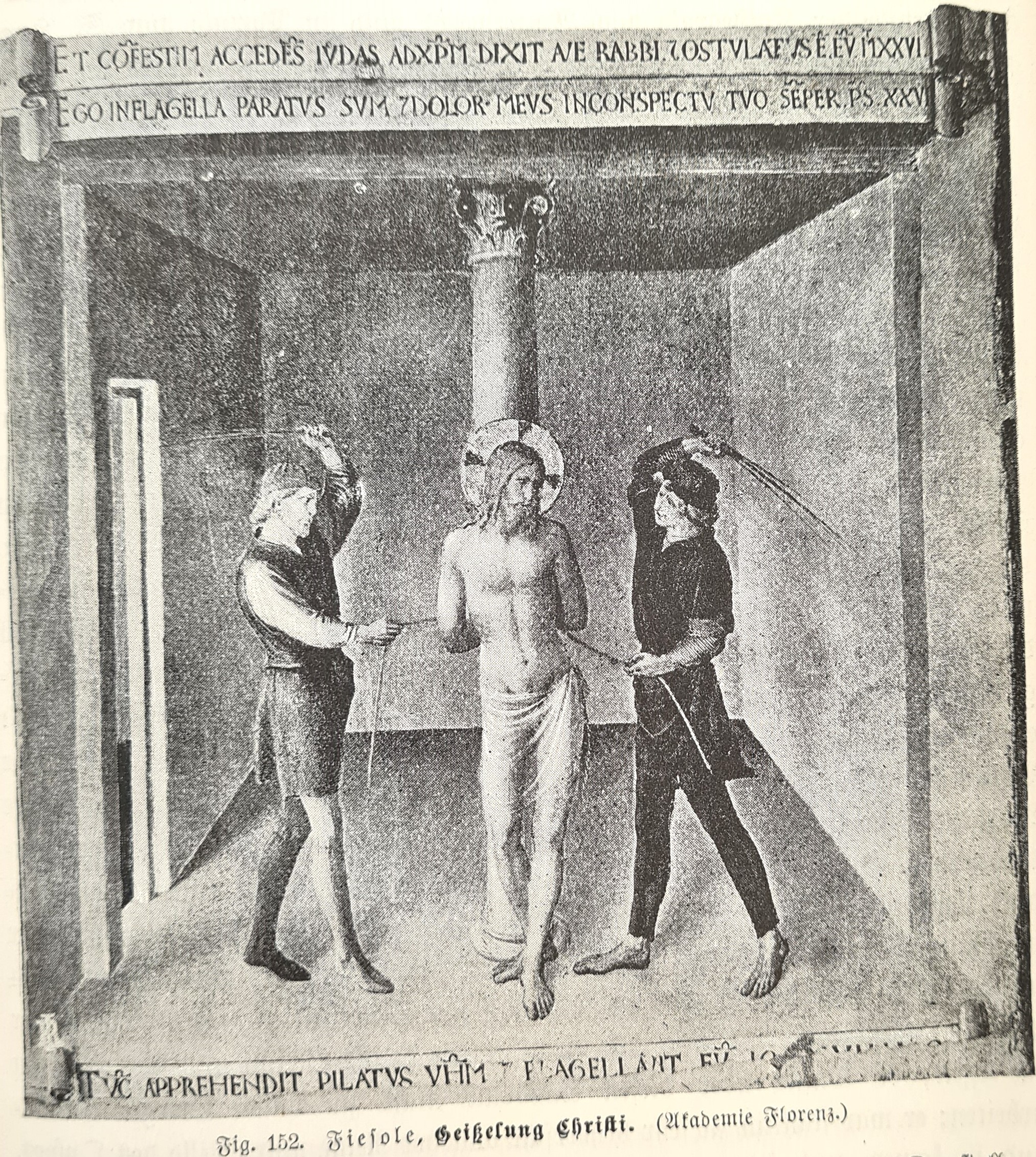
Fra Angelico (1395–1455): Geißelung Christi. Heute im Museo di San Marco, Florenz.

Die kleine Kirche liegt zentral in der Ortsmitte an der Kreisstraße nach Zell, einem Teilort von Rot an der Rot, einen Kilometer südlich von Berkheim. Die Kirche ist von einer schulterhohen Mauer umfriedet, innerhalb derer sich der Friedhof der Teilgemeinde Illerbachen befindet. Illerbachen war, wie Berkheim, bis zum Reichsdeputationshauptschluss am 27. April 1803 Bestandteil des geistlichen Territoriums der Prämonstratenser-Reichsabtei Rot an der Rot.

## Bauwerk
Bei der Kirche handelt es sich um einen Rechteckbau mit eingezogenem Chor und Turmsakristei. Der Turm der Kirche hat einen Glockenstuhl und sieben Schallöffnungen. Die Zwiebelhaube war bis in die 60er Jahre mit Ziegeln gedeckt, die bei der Renovierung 1967 durch eine kupferne Ummantelung ersetzt wurden. Unterhalb der Traufe des Kirchturmes sind drei Zifferblätter der Kirchturmuhr eingelassen. An der Außenwand des Turmes nach Osten befindet sich ein Gemälde der sogenannten Steinbacher Muttergottes, der Patronin der Illerflößer.

## Ausstattung

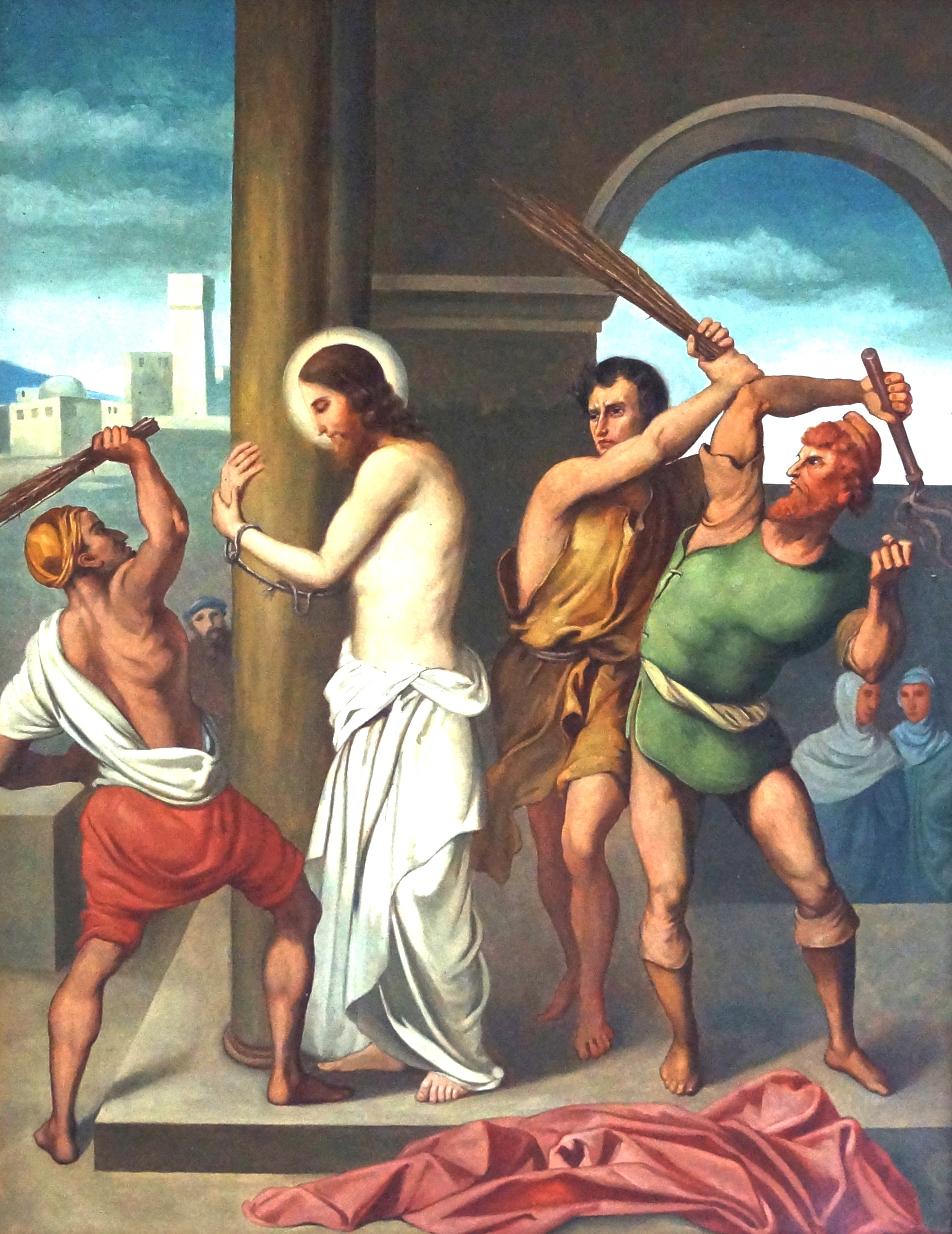
Ferdinand Kaltenbacher (1856–1929): Geißelung Christi. Deckengemälde Illerbachen. Foto P. Brixle.

Herausragendes Merkmal im Inneren der Kirche ist die bemalte Holzdecke der Fassmaler Johann Jakob Kuen, Johann Baptist Kuen und Michael Fetz aus dem Jahre 1708. Der Hochaltar ist auf das Jahr 1707 datiert. Das Illerbacher Wallfahrtsbild, eine Pietà, ist eine Kopie eines Originals aus dem 15. Jahrhundert. Sie wurde „wegen allseitiger Verehrung“ 1744 dort eingesetzt. Das Patrozinium Zur Schmerzhaften Muttergottes wird am „Schmerzhaften Freitag“, dem Freitag vor Palmsonntag, alljährlich begangen. Die reich verzierten und vergoldeten Seitenaltäre von 1688 stammen aus der Vorgängerkirche oder einer anderen Kirche des geistlichen Territoriums, wobei ein gemaltes Antependium von 1657 am südlichen Seitenaltar, dem St.-Josephs-Altar, bemerkenswert ist. Das dortige Altarbild stammt von Johann Friedrich Sichelbein aus Memmingen, ebenso das „Martyrium des Heiligen Sebastian“ neben dem St.-Anna -Altar an der Nordwand. An der Südwand hängt ein Gnadenbild der Schwarzen Madonna von Maria Einsiedeln.
Die Kirche ist im Wesentlichen im ursprünglichen Zustand erhalten. Verschiedene Renovierungen in den Jahren 1836, 1900, 1907, 1951 und 1967 dienten der Erhaltung der Kirche.
Im Rahmen der umfassenden Renovierung vor 1900 wurden die in die Decke eingelassenen Leinwandbilder zu Themen der Passion bzw. des Schmerzhaften Rosenkranzes einschließlich der Auferstehung nach den verfallenen alten Vorlagen von 1707 von dem Münchner Kunstmaler Ferdinand Kaltenbacher (1856–1929) neu erstellt. Bemerkenswert dabei ist, dass laut dem Kunsthistoriker Detzel die „Geißelung Christi“ „wie in dem gleichen Bilde von Fra Angelico da Fiesole“ ausgeführt wurde.
Die Kreuztragung wurde mit seinen Worten „wie in der betreffenden Darstellung Raphaels“ ausgeführt, also nach Raffaels Werk „Lo Spasimo di Sicilia“, der „Kreuztragung Christi“, heute im Museo del Prado in Madrid. Beide Werke haben laut Detzel durch Farben und Gestik, ebenso durch Bildeinteilung und Ausdruck als direkte Vorbilder für die Illerbacher Ausführungen gewirkt, die sonst eher im Stil der Nazarener gehalten sind.
Eine letzte aufwendige Kirchenrenovation fand in den 90er Jahren des 20. Jahrhunderts statt.

Kirchenfahnen, wertvolle Prozessionsstangen und Prozessionskreuze wurden über Jahrhunderte gepflegt, aufbewahrt und entweder in der Kirche aufgestellt oder sie befinden sich im Kirchenschatz. Empore und Orgel sind bemalt.

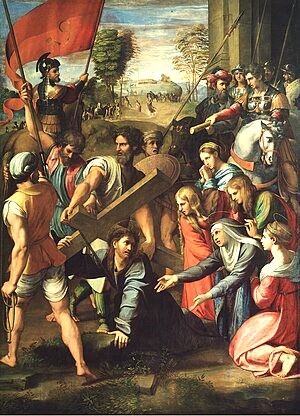
Raffael (1483–1520): Kreuztragung. Prado Madrid.

## Literatur

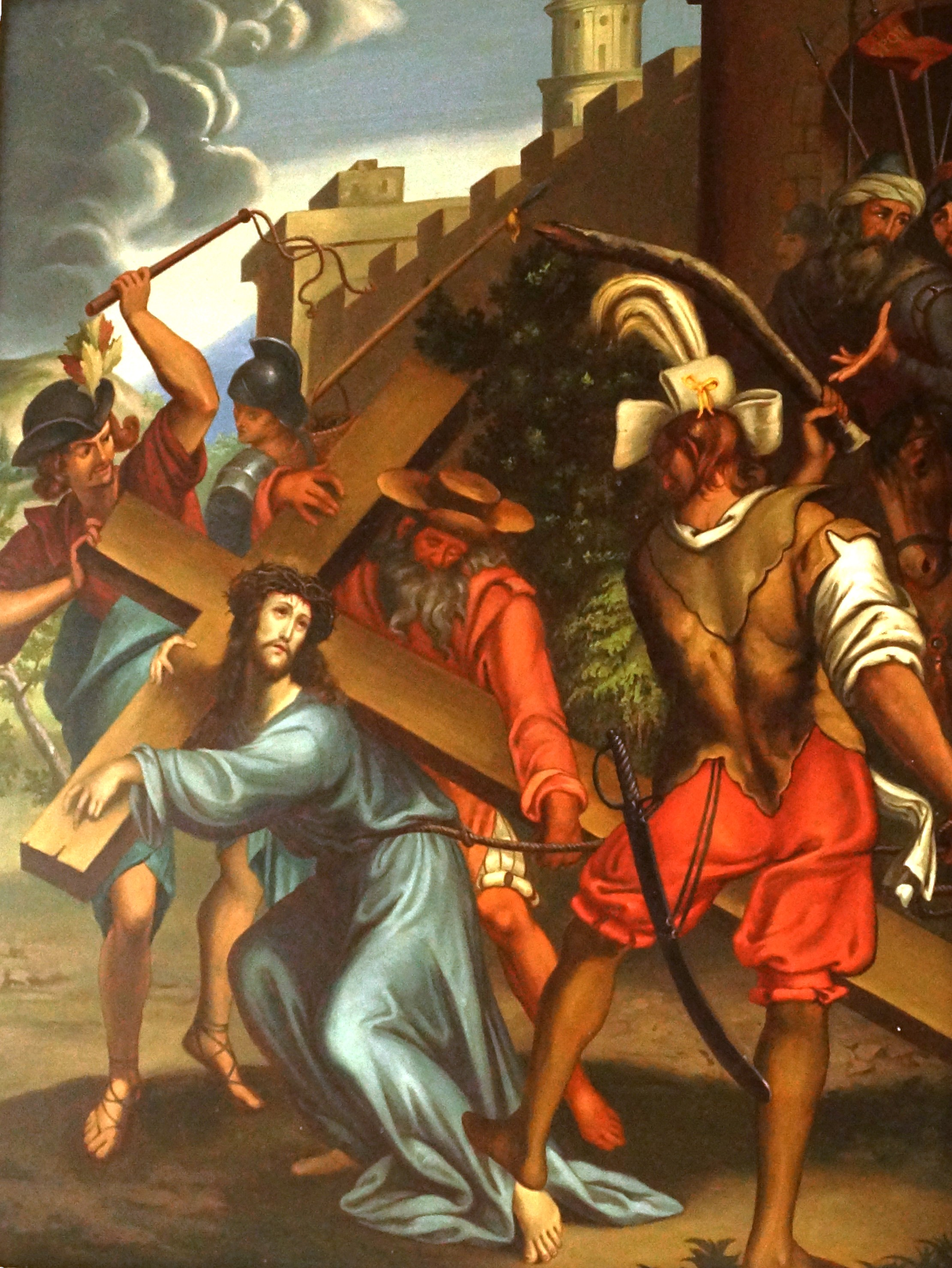
Ferdinand Kaltenbacher: Kreuztragung. Deckengemälde Illerbachen. Foto P. Brixle